# محمود أبو غريب
محمود أبو غريب (1923-2004): ممثل أردني من أصل فلسطيني مخضرم ولد في يافا بفلسطين عام 1923 في حي المنشية، عرف بانه رائد المسلسلات البدوية وشيخ الفنانين الأردنيين على امتداد الوطن العربي، اشتهر باسم أبو غازي، حصل على الجنسية الأردنية بإرادة ملكية سامية، توفي ودفن في عمّان عام 2004 بعد نحو من ما يقرب مائة عمل تلفزيوني وإذاعي. تقرر في أوائل عام 2005 تغيير اسم المسرح الدائري في المركز الثقافي الملكي لمسرح محمود أبو غريب تكريما له.

## حياته
توفي والده وهو في الخامسة من عمره، دخل مدرسة الأيتام ودرس فيها، انضم محمود أبو غريب إلى الفرقة الموسيقية في المدرسة وتعلم العزف على الآلات النحاسية. قدم لأول مرة دور تمثيلي في أحد الحفلات المدرسية السنوية في مسرحية بيدبا. أبدع محمود أبو غريب في أداء دوره وحصل على جائزة تقديرية. ومن حينها أحب محمود أبو غريب التمثيل والفن المسرحي.
تنقل بين عدة مدارس في فلسطين، وأكمل دراسته الثانوية وبعدها حصل على شهاده بوليتكنك لندن. ومن حبه للفن انضم محمود أبو غريب إلى الجيش البريطاني لكي يستطيع السفر إلى مصر ورؤية الفنانين الكبار.
شارك محمود أبو غريب في حرب طرابلس الغرب، وتزوج فتاة إيطالية من عائلة لوشيانو، وحتى يستطيع أن يعيدها إلى إيطاليا انجب منها ولد. انتهت الحرب وعاد محمود أبو غريب إلى مصر وانضم إلى فرقة موسيقية، وتزوج فتاة مصرية. ولكن لم ترض الذهاب معه إلى يافا فطلقها.
ذهب إلى لبنان وانضم إلى فرقة مسرحية وتزوج فتاة لبنانية، ولكنها كانت مثل سابقتها المصرية فطلقها وعاد بعدها إلى بلده يافا وبقيت المراسلات بينه وبن زوجته الإيطالية لمده عام. تزوج بعدها ابنة خاله وأنجب منها ابنه البكر وابنته في يافا، ونزحوا بعدها إلى غزة. أنجب هناك ولدان وابنتان.

## أعماله
- تمثيلية الرسالة الأخيرة مع سهير عودة
- وضحا وابن عجلان مع يوسف شعبان
- زمن ماجد

اسس محمود أبو غريب فرقة مسرحية في غزة باسم «فرقة العودة» وقدمت الفرقة العديد من المسرحيات. وكان قد عمل أيضا في مصلحة البريد لانه كان يجيد اللغة الإنجليزية والإيطالية والعبرية. في عام 1967 طلب جيش الاحتلال الصهيوني منه ومن فرقته عمل مسرحية ترفيهية للجنود الإسرائيليين ولكنه رفض، فأجبر على النزوح إلى الأردن. وفي نفس العام تقابل هو وزميل من الفرق المسرحية هو صلاح أبو هنود الذي الذي قام بتقديمه لهاني صنوبر الذي ضمه إلى رابطة الفنانين الأردنيين.
في افتتاح التلفزيون الأردني عام 1968 كان محمود أبو غريب أول شخص يقف امام الكاميرا وقدم سكتش بعنوان «الطالب والاستاذ» ومن هنا بدأ محمود أبو غريب حياته الفنية التلفزيونية التي قدم من خلالها العديد من المسلسلات والافلام منها (الأخرس والقلادة الخشبية، باب العمود، وفداك يا فلسطين). انضم محمود أبو غريب إلى فريق الإذاعة الأردنية وقدم أول مسلسل إذاعي باللهجة البدوية وكان روكس العزيزي المراقب على اللهجة البدوية وأصولها وعلمها لمحمود أبو غريب.
وتحول الإنتاج الإذاعي المسموع إلى إنتاج مرئي في مسلسل تلفزيوني بدوي بعنوان وضحا وابن عجلان وتتالت بعدها المسلسلات البدوية مثل (أبو عقاب؛ وجواهر، وراس غليص) وتوالات أدوار محمود أبو غريب بالعديد من المسلسلات التي لاقت نجاحا.
في عام 1990 قدم محمود أبو غريب فلم تلفزيوني بعنوان (سيدي رباح) والذي اشترك بمهرجان القاهرة لللأفلام التلفزيونية وحصل على المركز الثاني بعد فيلم المصير. وكرم محمود أبو غريب وطاقم العمل بجائزة السوسنة السوداء.